# Vincent Macaigne

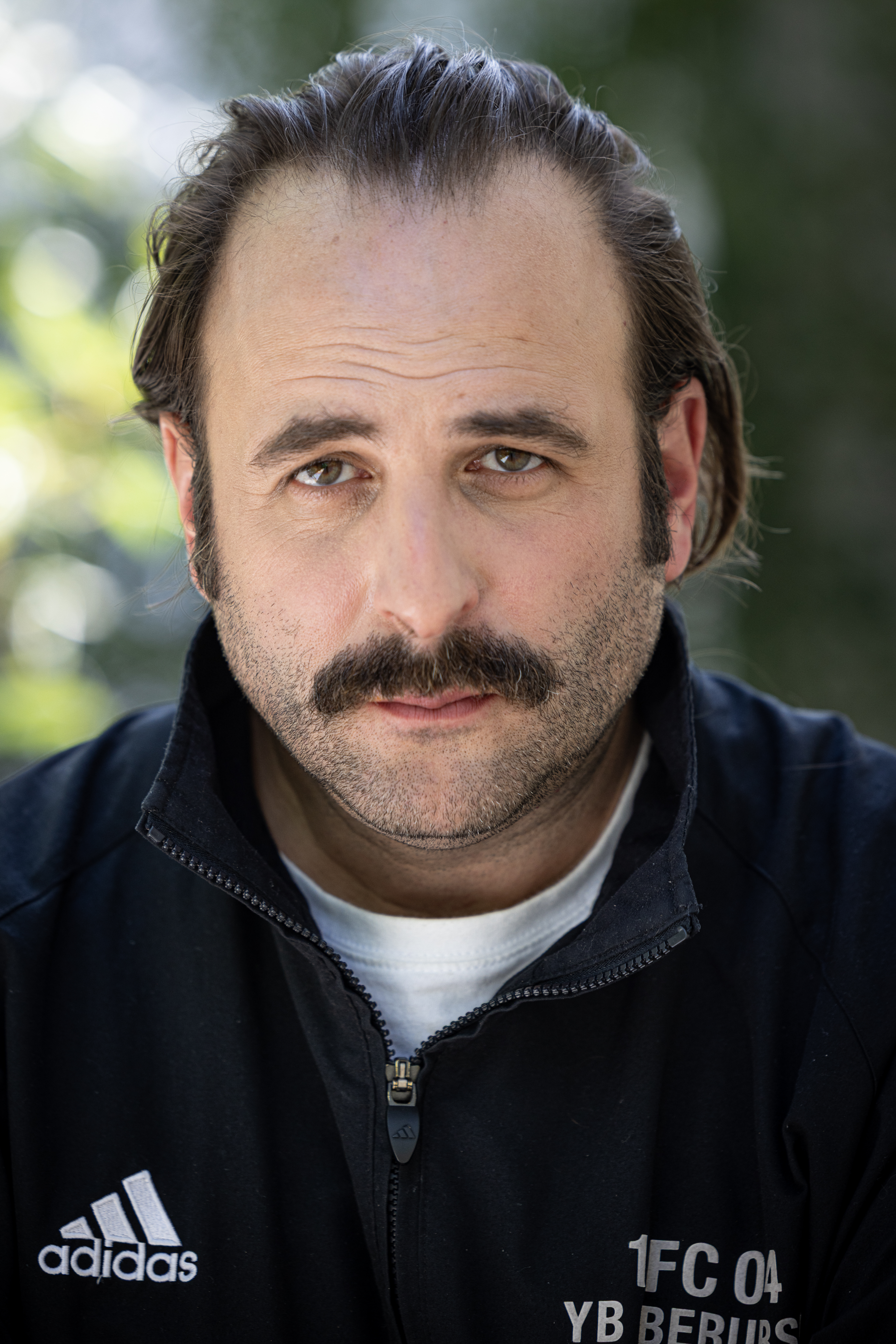
Vincent Macaigne (2025)

Vincent Macaigne (anhörenⓘ; * 19. Oktober 1978 in Paris) ist ein französischer Film- und Theaterschauspieler sowie Regisseur.

## Leben
Macaigne ist der Sohn eines französischen Geschäftsmanns und einer iranischen Künstlerin; er wuchs mit einem älteren Bruder in Paris auf und spricht neben Französisch auch Persisch. Macaigne interessierte sich früh für die Kunst und das Theater und spielte bereits am Gymnasium Theater. Er begann zunächst ein Kunststudium, brach es jedoch vorzeitig ab. Von 1999 bis 2002 studierte er Schauspiel am Conservatoire national supérieur d’art dramatique und trat schon während des Studiums regelmäßig am Theater auf. Neben Schauspielengagements unter anderem am Théâtre national de Strasbourg (in Leonid Andrejews Der Gedanke, 2003) und am Théâtre d’Auxerre (in Paul Claudels L’échange, 2005) führte Macaigne auch Regie, so inszenierte er 2004 Sarah Kanes Gier am Jeune Théâtre National. In seiner Inszenierung Idiot! nach Fjodor Dostojewskis Der Idiot 2009 am Théâtre national de Chaillot übernahm er zudem die Hauptrolle. Diese Inszenierung als Theaterspektakel wurde wie auch Macaignes freie Hamlet-Interpretation Au moins j’aurai laissé un beau cadavre 2011 beim Festival d’Avignon kontrovers diskutiert. „In seinen Shows steckt ebenso viel Trash wie Zärtlichkeit“, urteilte Le Monde 2014. Nach der Aufführung von Au moins j’aurai laissé un beau cadavre erlitt Macaigne einen Herzinfarkt. Nach eigener Aussage hat er schon sein Leben lang gesundheitliche Probleme, wovon er sich jedoch nicht einschränken lässt.
Macaigne hatte bereits 1998 eine Nebenrolle im Fernsehfilm Jeanne et le loup übernommen und war in der Folge in Nebenrollen in Film und Fernsehen zu sehen, so in Catherine Corsinis La répétition (1999), Patrick Mimounis Quand je serai star (2004) und Bertrand Bonellos De la guerre (2008). Mehrfach übernahm er Rollen in Filmen des befreundeten Regisseurs Guillaume Brac. In den Kurz- bzw. Mittellangfilmen Eine Welt ohne Frauen (2011) und Les lézards (2012) war Macaigne in der Hauptrolle zu sehen; beide Filme wurden für den César als Bester Kurzfilm nominiert. Mit dem Kurzfilm Was von uns bleibt, den er mit Darstellern seiner Hamlet-Inszenierung drehte, gab Macaigne 2012 sein Regiedebüt beim Film. Er verfasste zudem das Drehbuch. Der Film um zwei Brüder, die den Tod ihres Vaters verarbeiten müssen, wobei jeder eine andere Beziehung zu ihm hatte, gewann 2012 den Grand Prix im nationalen Wettbewerb des Festival du Court-Métrage de Clermont-Ferrand und wurde 2013 für den César als Bester Kurzfilm nominiert.
Den Durchbruch als Filmschauspieler erlebte Macaigne 2013 mit den Filmen 2 Herbste 3 Winter, Der Präsident und meine Kinder und La fille du 14 juillet, die alle im Rahmen der Internationalen Filmfestspiele von Cannes 2013 liefen. Er gewann 2014 den Étoile d’Or als Bester Nachwuchsdarsteller für Der Präsident und meine Kinder und wurde für einen César und einen Prix Lumière, jeweils in der Kategorie Bester Nachwuchsdarsteller, nominiert. César-Nominierungen als Bester Nebendarsteller folgten 2018 und 2021 für Das Leben ist ein Fest und Leichter gesagt als getan. Für seine Darstellung des Mediziners Mickaël Kourtchine in Der Nachtarzt erhielt Macaigne 2022 erstmals eine César-Nominierung als Bester Hauptdarsteller. Es folgte Martin Provosts Künstlerbiografie Bonnard, Pierre et Marthe (2023), in der er an der Seite von Cécile de France den Maler Pierre Bonnard darstellte.

## Filmografie (Auswahl)
- 2001: Die Probe (La répétition)
- 2002: Le doux amour des hommes
- 2004: Quand je serai star
- 2007: 24 mesures
- 2008: De la guerre
- 2009: Le naufragé (Kurzfilm)
- 2011: Eine Welt ohne Frauen (Un monde sans femmes)
- 2011: Rives
- 2011: Ein brennender Sommer (Un été brûlant)
- 2012: Les lézards (Kurzfilm)
- 2012: Was von uns bleibt (Ce qu’il restera de nous) (Kurzfilm) – als Regisseur
- 2013: 2 automnes 3 hivers – 2 Herbste 3 Winter (2 automnes 3 hivers)
- 2013: Der Präsident und meine Kinder (La bataille de Solférino)
- 2013: Tonnerre
- 2013: La fille du 14 juillet
- 2014: Eden – Lost in Music (Eden)
- 2015: Dom Juan & Sganarelle (TV) – als Regisseur
- 2015: Zwei Freunde (Les deux amis)
- 2016: Agnus Dei – Die Unschuldigen (Les innocentes)
- 2017: Das Leben ist ein Fest (Le sens de la fête)
- 2017: Marvin
- 2018: Zwischen den Zeilen (Doubles vies)
- 2019: Weiß wie Schnee – Wer ist die Schönste im ganzen Land? (Blanche comme neige)
- 2019: Die Familienfeier (Fête de famille)
- 2020: Der Nachtarzt (Médecin de nuit)
- 2020: Leichter gesagt als getan (Les choses qu’on dit, les choses qu’on fait)
- 2020: Der Ursprung der Welt (L’origine du monde)
- 2021: Cette musique ne joue pour personne
- 2022: Tagebuch einer Pariser Affäre (Chronique d’une liaison passagère)
- 2022: Irma Vep (Fernsehserie)
- 2023: Die Bonnards – Malen und lieben (Bonnard, Pierre et Marthe)
- 2024: Hors du temps
- 2024: Trois amies
- 2025: Zikaden
- 2025: Die Farben der Zeit (La venue de l’avenir)

## Auszeichnungen
- 2012: Grand Prix im nationalen Wettbewerb und Preis der Presse, Festival du Court-Métrage de Clermont-Ferrand, für Was von uns bleibt
- 2013: César-Nominierung, Bester Kurzfilm, für Was von uns bleibt
- 2014: Étoile d’Or, Bester Nachwuchsdarsteller, für Der Präsident und meine Kinder
- 2014: César-Nominierung, Bester Nachwuchsdarsteller, für La fille du 14 juillet
- 2014: Nominierung Prix Lumières, Bester Nachwuchsdarsteller, für La fille du 14 juillet
- 2015: Nominierung Pardo d’oro Cineasti del presente, Locarno Film Festival, für Dom Juan & Sganarelle
- 2016: Nominierung Bester Darsteller, Prix Lumières, für Zwei Freunde
- 2018: César-Nominierung, Bester Nebendarsteller, für Das Leben ist ein Fest
- 2021: César-Nominierung, Bester Nebendarsteller, für Leichter gesagt als getan
- 2022: César-Nominierung, Bester Hauptdarsteller, für Der Nachtarzt